# La Guerre des souterrains
Pour plus de détails, voir Fiche technique et Distribution.
La Guerre des souterrains (chinois simplifié : 地道战 ; pinyin : Dì dào zhàn), est un film de guerre chinois réalisé par Ren Xudong et sorti en 1965. 

## Synopsis
En 1942, Gao, dans la province centrale du Hebei, est un village situé dans la grande plaine de Chine du Nord et ne dispose d'aucun terrain naturel pour se protéger. Pour faire face aux attaques japonaises, la milice a donc creusé de vastes tunnels à l'intérieur et à l'extérieur du village et a repoussé de nombreuses attaques ennemies grâce à la « guerre des tunnels ».

## Fiche technique
- Titre français : La Guerre des souterrains[1],[2]
- Titre original chinois : 地道战, Dì dào zhàn[3]
- Réalisation : Ren Xudong
- Scénario : Pan Yunshan, Ren Xudong
- Photographie : Yang Guangyuan (zh)
- Sociétés de production : studio du Premier-Août (zh)
- Pays de production :  Chine
- Langue originale : mandarin
- Format : Noir et blanc
- Genre : film de guerre
- Durée : 102 minutes
- Dates de sortie : 
  - Chine : 1965
  - France : 9 mars 1994[2]

## Distribution
- Zhu Longguang (zh) : Gao Chuanbao, capitaine de la milice de Gaojiazhuang
- Zhang Yongshou (zh) : Zhao Pingyuan, chef de district
- Liu Xiujie (zh) : Lin Xia
- Liu Jiang (zh) : Tang Binghui